# Ојаче
Ојаче (итал. Oyace) је насеље у Италији у округу Долина Аосте, региону Долина Аосте.
Према процени из 2011. у насељу је живело 81 становника. Насеље се налази на надморској висини од 1369 м.

## Становништво
Према резултатима пописа становништва 2011. у општини је живело 225 становника.
| 1931. | 1936. | 1951. | 1961. | 1971. | 1981. | 1991. | 2001. | 2011. |
| ----- | ----- | ----- | ----- | ----- | ----- | ----- | ----- | ----- |
| 247   | 223   | 242   | 277   | 203   | 199   | 229   | 220   | 225   |

## Партнерски градови
- Vex